# Astroceras
Genre
Astroceras est un genre d'ophiures (échinodermes) abyssales de la famille des Euryalidae.

## Liste des espèces
Selon World Register of Marine Species (11 janvier 2016) :
- Astroceras annulatum Mortensen, 1933
- Astroceras aurantiacum Stöhr, 2011
- Astroceras calix Murakami, 1944
- Astroceras compar Koehler, 1904
- Astroceras compressum Döderlein, 1927
- Astroceras coniunctum Murakami, 1944
- Astroceras elegans (Bell, 1917)
- Astroceras kermadecensis Baker, 1980
- Astroceras mammosum Koehler, 1930
- Astroceras nodosum Koehler, 1930
- Astroceras paucispinum Murakami, 1944
- Astroceras pergamenum Lyman, 1879
- Astroceras pleiades Baker, 1980
- Astroceras spinigerum Mortensen, 1933

Astroceras annulatum
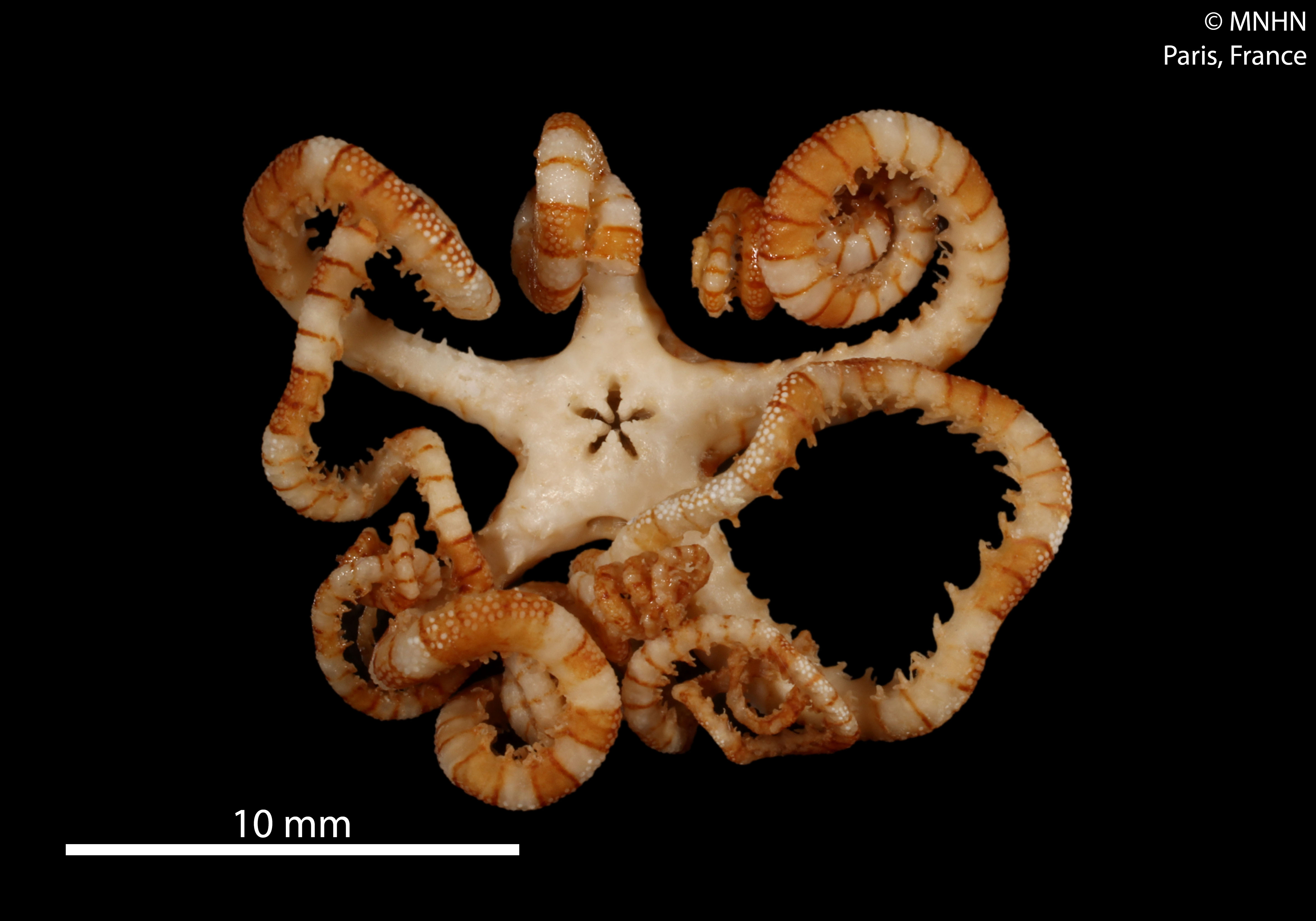
Astroceras aurantiacum, face orale.
Astroceras compar
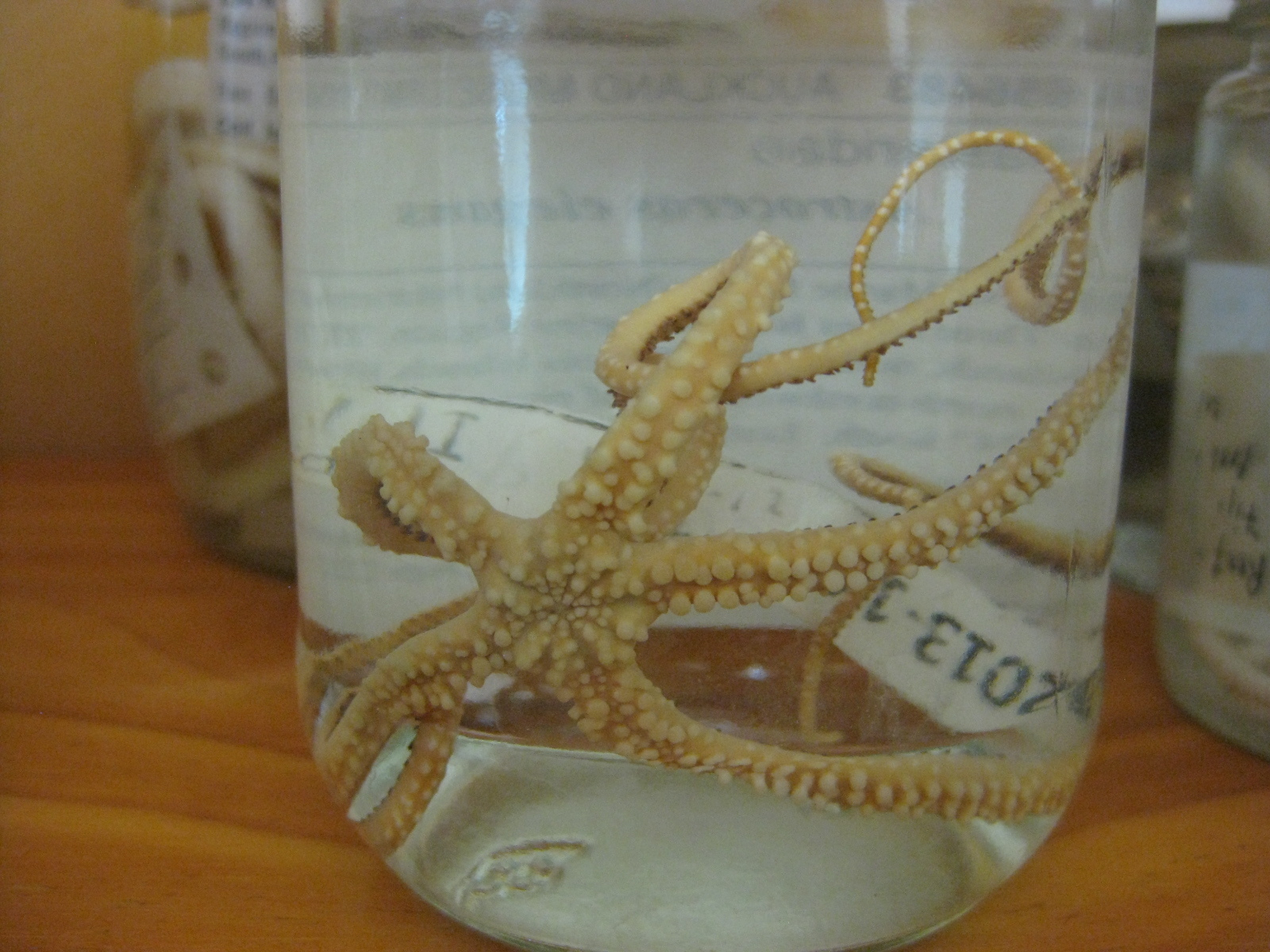
Astroceras elegans
Astroceras mammosum
Astroceras nodosum
Astroceras pergamenum
Astroceras spinigerum